# Jean-Étienne Liotard
Jean-Étienne Liotard (22. prosince 1702, Ženeva, Švýcarsko – 12. června 1789, Ženeva, Švýcarsko) byl švýcarský barokní malíř.

## Život
Narodil se v rodině francouzského zlatníka, který jako hugenot uprchl do Švýcarska po roce 1685. Své studium začal u profesorů Daniela Gardella a Jeana-Louise Petitota, jejichž emailové malby a miniatury kopíroval s velkou zručností.
V roce 1725 odešel do Paříže, kde studoval u Jeana-Baptisty Masseho a Françoise Lemoyna. Na jejich doporučení odešel do Neapole a v roce 1735 se přestěhoval do Říma, kde vznikly jeho portréty papeže Klementa XII. a několika kardinálů. O tři roky později odešel do Konstantinopole. Jeho excentrické osvojení si orientálních kostýmů mu zajistilo přezdívku „Turecký malíř“. V roce 1742 odešel do Vídně, aby zde namaloval portréty císařské rodiny, a odtud se vydal do Paříže. V roce 1744 navštívil Anglii, kde v roce 1753 namaloval princeznu z Walesu, a v roce 1756 se vrátil do Nizozemska, kde se následujícího roku oženil s Marií Farguesovou, která také pocházela z hugenotské rodiny. Do Anglie zavítal znovu v roce 1772, přičemž jeho jméno během následujících dvou let figurovalo v seznamu vystavovatelů Královské akademie.
Do rodného města se vrátil v roce 1776 a v roce 1781 vydal Traité des principes et des règles de la peinture (pojednání o základech a pravidlech malířství). Ke konci života maloval zátiší a krajinky.